# Liste der Wahlbezirke in Dalmatien
Diese Liste der Wahlbezirke in Dalmatien listet alle Wahlbezirke im Kronland Dalmatien für die Wahlen des Österreichischen Abgeordnetenhauses auf. Die Wahlbezirke bestanden zwischen 1907 und 1918.

## Geschichte
Nachdem der Reichsrat im Herbst 1906 das allgemeine, gleiche, geheime und direkte Männerwahlrecht beschlossen hatte, wurde mit 26. Jänner 1907 die große Wahlrechtsreform durch Sanktionierung von Kaiser Franz Joseph I. gültig. Mit der neuen Reichsratswahlordnung schuf man insgesamt 480 Wahlbezirke mit in der Regel je einem zu wählenden Abgeordneten, der durch Direktwahl mit allfälliger Stichwahl bestimmt wurde. In Dalmatien hatten vor der Abschaffung des Klassenwahlrechts zehn Wahlkreise bestanden, wobei die Landgemeinden sechs Abgeordnete, die Städte gemeinsam mit den Handels- und Gewerbekammern Zara, Spalato und Ragusa zwei Abgeordneten und die „Höchstbesteuerten“ ebenso wie die Allgemeine Wählerklasse je einen Abgeordneten entsandten. Mit der Einführung des allgemeinen Männerwahlrechts wurden in Dalmatien 11 Wahlbezirke geschaffen. Im Gegensatz zu den anderen Kronländern existierten in Dalmatien nur sogenannte Landgemeindenwahlkreise und keine Städtewahlkreise, die für Großstädte alleine oder für mehrere Kleinstädte gemeinsam geschaffen worden waren. Die Landgemeindewahlkreise setzten sich dabei aus einer gewissen Anzahl von Gerichtsbezirken zusammen.

## Wahlbezirke
| Nr.:           | Nummer des Wahlkreises mit Link zum Wahlbezirksartikel |
| Wahlbezirktyp: | Angabe, ob es sich um einen Städtewahlkreis oder Landgemeindenwahlkreis handelt |
| Region:        | Städte oder Gerichtsbezirke, die zum Wahlbezirk gehören. Die Landgemeindewahlkreise umfassen die angegebenen Gerichtsbezirke ohne die im Wahlbezirken 1 enthaltenen Städte und Ortschaften                 |
| WB:            | Anzahl der Wahlberechtigten bei der Reichsratswahl 1911 |
| Partei 1907:   | Parteizugehörigkeit des Abgeordneten des Wahlbezirks bezogen auf die Reichsratswahl 1907, RRP=Reine Rechtspartei, KP=Kroatische Partei, KVFP=Kroatische Volks- und Fortschrittspartei, SP=Serbische Partei |
| Partei 1911:   | Parteizugehörigkeit des Abgeordneten des Wahlbezirks bezogen auf die Reichsratswahl 1911 |

| Nr. | Wahlbezirktyp          | Region | WB     | Partei 1907 | Partei 1911 |
| --- | ---------------------- | --- | ------ | ----------- | ----------- |
| 1   | Landgemeindenwahlkreis | Gerichtsbezirke Arbe, Pago, Zara, Zaravechia                                                                                 | 17.741 | RRP         | RRP         |
| 2   | Landgemeindenwahlkreis | Gerichtsbezirke Benkovac, Kistanje, Obbrovazzo sowie die Gemeinde Knin                                                       | 15.518 | SP          | SP          |
| 3   | Landgemeindenwahlkreis | Gerichtsbezirke Sebenico, Stretto, Scardona                                                                                  | 13.322 | RRP         | RRP         |
| 4   | Landgemeindenwahlkreis | Gerichtsbezirke Drniš, Trogir sowie die Gemeinde Promina                                                                     | 13.051 | KP          | KP          |
| 5   | Landgemeindenwahlkreis | Gerichtsbezirke Sinj, Vrlika                                                                                                 | 13.612 | KP          | RRP         |
| 6   | Landgemeindenwahlkreis | Gerichtsbezirke Spalato | 10.925 | KVFP        | KVFP        |
| 7   | Landgemeindenwahlkreis | Gerichtsbezirke Imoski, Almissa                                                                                              | 14.367 | RRP         | RRP         |
| 8   | Landgemeindenwahlkreis | Gerichtsbezirke Lesina, Lissa, Brazza, Cittavecchia                                                                          | 10.563 | KP          | KP          |
| 9   | Landgemeindenwahlkreis | Gerichtsbezirke Macarsca, Vrghorac, Mektokiv, Sabbioncello sowie die Gemeinde Stagno (ohne die Gemeinden des Wahlbezirks 10) | 13.037 | KP          | KP          |
| 10  | Landgemeindenwahlkreis | Gerichtsbezirke Ragusa, Curzola, Ragusavecchia, Stagno (ohne die Gemeinden des Wahlbezirks 9) sowie die Gemeinde Orebic      | 13.055 | KP          | KP          |
| 11  | Landgemeindenwahlkreis | Gerichtsbezirke Cattaro, Perasto, Budua, Castelnuvo                                                                          | 8.733  | SP          | SP          |